# Philocrena trialetica
Philocrena trialetica är en nattsländeart som beskrevs av Lepneva 1956. Philocrena trialetica ingår i släktet Philocrena och familjen rovnattsländor. Inga underarter finns listade i Catalogue of Life.